# Sowjetische Militärfahrzeuge des Zweiten Weltkrieges
Die Rote Armee hatte während des Zweiten Weltkrieges gepanzerte Fahrzeuge unterschiedlichster Herkunft in ihrem Bestand. Der größte Teil kam aus einheimischer Produktion, doch ein nicht unerheblicher Teil wurde im Rahmen des Lend-Lease-Vertrages von den Westalliierten geliefert. In nur geringem Umfang wurden auch deutsche Beutepanzer oder eigene Umbauten von erbeuteten Fahrzeugen verwendet.

## Gepanzerte Fahrzeuge
Die Geschichte der panzerbauenden Industrie in der UdSSR von 1920 bis 1945 kann in vier Perioden eingeteilt werden. In der in den frühen 1920er-Jahren beginnenden ersten Periode konzentrierte man sich auf die eigene Weiterentwicklung ausländischer Entwürfe wie den Renault FT, die im T-18 und T-24 mündeten. Eingegraben in festen Stellungen kamen einige T-18 noch in der Anfangszeit des Großen Vaterländischen Krieges zum Einsatz.
Aufgrund der Unzufriedenheit mit der Kampfkraft dieser Modelle ging die sowjetische Führung ab 1930 dazu über, ausländische Panzermodelle in Lizenz nachzubauen oder weiterzuentwickeln. Als Ergebnis entstanden die Tankette T-27, die Schwimmpanzer T-37 und T-38 sowie die leichten Panzer der BT-Serie und der T-26, die alle auf Entwürfe von Carden-Loyd, Christie und Vickers basierten. Die von Vickers und vom deutschen Großtraktor beeinflussten Multiturmpanzer T-28 und T-35 waren eigene Konstruktionen. Durch die schnelle Veränderung der Panzer und Panzerabwehrwaffen sowie der Einsatzdoktrin galten diese Entwürfe aber bald als veraltet. Lediglich der T-28 besaß Potential zur Kampfkrafterhöhung und wurde mit einigen Erfolg im Winterkrieg eingesetzt, während die anderen Modelle als überholt angesehen wurden. In Manövern oder im Alltagsbetrieb auftretende Mängel wurden den Konstrukteuren und Technikern angelastet, so dass diese häufig wegen Sabotage oder Verschwörung angeklagt und Opfer der Stalinschen Säuberungen wurden, wodurch der sowjetische Panzerbau eine erhebliche Schwächung erfuhr.
Die steigende Industrialisierung erlaubte es in der 1939 beginnenden dritten Periode, eigene Panzer zu entwickeln. A. Morosow, J. Kotin sowie die der Säuberung entkommenen N. Astrow und S. Ginsburg wurden die führenden Konstrukteure der sowjetischen Panzerindustrie. In dieser Phase entstand der Schwimmpanzer T-40, der leichte Panzer T-50, der mittlere Panzer T-34 sowie der schwere Panzer KW-1. Mit dem deutschen Angriff auf die Sowjetunion begann die letzte Phase, in welcher der sowjetische Panzerbau durch eine Konzentration auf nur wenige kampfkräftige und einfach herzustellende Modelle geprägt war. Durch die vereinfachte und kostengünstige Produktion konnte eine enorme Erhöhung der Ausstoßzahlen erreicht werden. Am Ende des Krieges standen die kampfstarken schweren IS-2 und IS-3 sowie der mittlere T-44 als Beispiele für den modernen sowjetischen Panzerbau.
Die folgende Tabelle zeigt die Panzermodelle, die am Winterkrieg und am Großen Vaterländischen Krieg teilgenommen haben oder in dieser Zeit entwickelt wurden.

### Kampfpanzer

#### Serienfahrzeuge
| Name                             | Baujahre            | Zweckbestimmung                                                             | Stückzahl insgesamt | Stückzahl insgesamt |
| Tanketten                        | Tanketten           | Tanketten                                                                   | Tanketten           | Tanketten           |
| -------------------------------- | ------------------- | --------------------------------------------------------------------------- | ------------------- | ------------------- |
| T-27                             | 1931–1933           | Spähpanzer, Infanterie-Unterstützung, Artillerieschlepper                   | 3.295               | [ 1 ]               |
| kleine Panzer                    |                     |                                                                             |                     |                     |
| T-37A                            | 1932–1936           | Schwimmpanzer, Spähpanzer                                                   | 2.552               | [ 2 ]               |
| T-38                             | III.1936–1937, 1939 | Schwimmpanzer, Spähpanzer                                                   | 1.340               | [ 3 ]               |
| T-38M                            | 1938–1939           | Schwimmpanzer, Spähpanzer, Lehrpanzer                                       | 12                  | [ 3 ]               |
| T-40                             | 1940–VII.1941       | Schwimmpanzer, Spähpanzer                                                   | 295                 | [ 4 ]               |
| T-40S                            | VII.1941–IX.1941    | Spähpanzer, Ersatz-leichter Panzer                                          | 92                  | [ 4 ]               |
| T-30                             | IX.1941–XII.1941    | Spähpanzer, Ersatz-leichter Panzer                                          | 335                 | [ 4 ]               |
| leichte Panzer                   |                     |                                                                             |                     |                     |
| T-18 (MS-1)                      | 1928–1931           | Infanterie-Unterstützung                                                    | 959                 | [ 5 ]               |
| T-26                             | 1931–1941           | Infanterie-Unterstützung                                                    | 10.300              | [ 6 ]               |
| BT-2                             | 1932–1933           | Schnellpanzer für Erweiterung des Durchbruches                              | 620                 | [ 7 ]               |
| BT-5                             | 1933–1934           | Schnellpanzer für Erweiterung des Durchbruches                              | 1.884               | [ 8 ]               |
| BT-7                             | 1934–1939           | Schnellpanzer für Erweiterung des Durchbruches                              | 4.613               | [ 9 ]               |
| BT-7A                            | 1937–1938           | Schnellpanzer für Erweiterung des Durchbruches und Artillerie-Unterstützung | 133                 | [ 9 ]               |
| BT-7M (BT-8)                     | 1939                | Schnellpanzer für Erweiterung des Durchbruches                              | 788                 | [ 9 ]               |
| T-50                             | VII.1941–II.1942    | Kampfpanzer                                                                 | 75                  | [ 10 ] [ 11 ]       |
| T-60                             | X.1941–II.1943      | Kampfpanzer, Spähpanzer, Befehlspanzer der Selbstfahrartillerie-Einheiten   | 5.920               | [ 10 ]              |
| T-70                             | IV.1942–X.1943      | Kampfpanzer, Spähpanzer, Befehlspanzer der Selbstfahrartillerie-Einheiten   | 8.231               | [ 10 ]              |
| T-80                             | II.1943–X.1943      | Kampfpanzer, Spähpanzer, Befehlspanzer der Selbstfahrartillerie-Einheiten   | 75 bzw. 85          | [ 10 ] [ 12 ]       |
| mittlere Panzer                  |                     |                                                                             |                     |                     |
| T-28                             | 1933–1940           | Durchbruchpanzer                                                            | 503                 | [ 13 ]              |
| T-34                             | IV.1940–II.1944     | Kampfpanzer                                                                 | 33.929 bzw. 35.467  | [ 14 ] [ 15 ]       |
| T-34-57                          | X.1941–XII.1941     | Jagdpanzer                                                                  | 14                  | [ 16 ]              |
| T-34-85 (nur Sowjetproduktion)   | XII.1943–1946       | Kampfpanzer                                                                 | 25.899              | [ 17 ]              |
| T-44                             | 1944–1946           | Kampfpanzer                                                                 | 1.631               | [ 18 ]              |
| schwere Panzer                   |                     |                                                                             |                     |                     |
| T-35                             | 1933–1939           | Durchbruchpanzer                                                            | 61                  | [ 19 ]              |
| KW-1                             | IX.1939–VIII.1942   | Durchbruchpanzer                                                            | 3.226               | [ 20 ] [ 21 ]       |
| KW-2 mit MT-1-Turm mit MT-2-Turm | II.1940–VII.1941    | Durchbruchpanzer                                                            | 46 167              | [ 22 ]              |
| KW-1s                            | VII.1942–VIII.1943  | Durchbruchpanzer                                                            | 1.090               | [ 21 ]              |
| KW-85                            | VIII.1943–X.1943    | Durchbruchpanzer                                                            | 148                 | [ 21 ]              |
| IS-1 (IS-85)                     | X.1943–XII.1943     | Durchbruchpanzer                                                            | 107                 | [ 23 ]              |
| IS-2 (IS-122)                    | XI.1943–VI.1945     | Durchbruchpanzer                                                            | 3.395               | [ 23 ]              |
| IS-3                             | IV.1945–1946        | Durchbruchpanzer                                                            | 2.310               | [ 24 ]              |

#### Versuchsfahrzeuge
| Name                                                                                    | Baujahre         | Zweckbestimmung                                   | Stückzahl insgesamt | Stückzahl insgesamt |
| kleine Panzer                                                                           | kleine Panzer    | kleine Panzer                                     | kleine Panzer       | kleine Panzer       |
| --------------------------------------------------------------------------------------- | ---------------- | ------------------------------------------------- | ------------------- | ------------------- |
| T-38Sch (mit 20-mm-Kanone SchWAK)                                                       | IX.1941          | Schwimmpanzer, Spähpanzer                         | 2                   | [ 25 ]              |
| T-40 mit 23-mm-Kanone PT-23                                                             | X.1941           | Schwimmpanzer, Spähpanzer                         | 1                   | [ 26 ]              |
| leichte Panzer                                                                          |                  |                                                   |                     |                     |
| BT-SW                                                                                   | 1937–38          | Schnellpanzer                                     | 2                   | [ 27 ]              |
| T-45                                                                                    | 1941             | leichter Panzer                                   | 1                   | [ 28 ]              |
|                                                                                         |                  |                                                   |                     |                     |
| T-60-1                                                                                  | X.1941           | Kampfpanzer, Spähpanzer                           | 1                   | [ 29 ]              |
| T-60 mit 37-mm-Kanone SiS-19                                                            | II.1942          | Kampfpanzer, Spähpanzer                           | 1                   | [ 30 ]              |
| T-60-2                                                                                  | III.1942         | Kampfpanzer, Spähpanzer                           | 1                   | [ 31 ]              |
| GAS-70 (0-70, 070)                                                                      | XII.1941         | Kampfpanzer, Spähpanzer                           | 1                   | [ 32 ]              |
| T-70 mit 37-mm-Kanone Sch-37                                                            | VII.1942         | Kampfpanzer, Spähpanzer                           | 1                   | [ 33 ]              |
| T-70 mit Zwei-Mann-Turm                                                                 | IX.1942–XII.1942 | Kampfpanzer, Spähpanzer                           | 2                   | [ 34 ]              |
| T-70 mit 45-mm-Kanone WT-42                                                             | X.1942           | Kampfpanzer, Spähpanzer                           | 2                   | [ 35 ]              |
| T-80 mit 45-mm-Kanone WT-43                                                             | VIII.1943        | Kampfpanzer, Spähpanzer                           | 1                   | [ 36 ]              |
| mittlere Panzer                                                                         |                  |                                                   |                     |                     |
| A-20 (BT-20)                                                                            | V.1939           | Schnellpanzer                                     | 1                   | [ 37 ]              |
| T-32 (A-32)                                                                             | VI.1939          | Kampfpanzer                                       | 1                   | [ 38 ]              |
| T-34S                                                                                   | X.1942           | Kampfpanzer                                       | 1                   | [ 39 ]              |
| KW-13 («Objekt 233»)                                                                    | IX.1942          | Schnellpanzer mit verstärkter Panzerung           | 1                   | [ 40 ]              |
| T-43                                                                                    | XII.1942         | Kampfpanzer                                       | 1                   | [ 41 ]              |
| T-43-II                                                                                 | VIII.1943        | Kampfpanzer                                       | 2                   | [ 42 ]              |
| T-34-85M                                                                                | V.1944           | Kampfpanzer                                       | 2                   | [ 43 ]              |
| T-34-100                                                                                | III.1945         | Kampfpanzer                                       | 1                   | [ 44 ]              |
| T-44-100                                                                                | III.1945         | Kampfpanzer                                       | 1                   | [ 44 ]              |
| T-54 (nur erster Prototyp)                                                              | III.1945         | Kampfpanzer                                       | 1                   | [ 45 ]              |
| schwere Panzer                                                                          |                  |                                                   |                     |                     |
| SMK                                                                                     | V.1939           | Durchbruchpanzer                                  | 1                   | [ 46 ]              |
| T-100                                                                                   | VII.1939         | Durchbruchpanzer                                  | 1                   | [ 46 ]              |
| T-150                                                                                   | XI.1940          | Durchbruchpanzer                                  | 1                   | [ 47 ]              |
| T-220 (KW-220, KW-220-1, «Objekt 220»)                                                  | XII.1940         | Durchbruchpanzer                                  | 1                   | [ 47 ]              |
| KW-3 (KW-220-2)                                                                         | X.1941           | Durchbruchpanzer                                  | 1                   | [ 48 ]              |
| KW-9                                                                                    | II.1942          | Durchbruchpanzer, Artillerie-Unterstützung-Panzer | 1                   | [ 49 ]              |
| KW-12                                                                                   | V.1942           | Schwerer Panzer mit Rauchmittelanlage             | 1                   | [ 50 ]              |
| KW-1s mit 152-mm-Haubitze S-41                                                          | VIII.1943        | Durchbruchpanzer, Artillerie-Unterstützung-Panzer | 1                   | [ 51 ]              |
| KW-85G («Objekt 238»)                                                                   | VIII.1943        | Durchbruchpanzer                                  | 1                   | [ 52 ]              |
| KW-122                                                                                  | VI.1944          | Durchbruchpanzer                                  | 1                   | [ 53 ]              |
| IS No. 1 (IS-1, «Objekt 233») nicht verwechseln mit seriengefertigtem IS-1 «Objekt 237» | III.1943         | Durchbruchpanzer                                  | 1                   | [ 54 ]              |
| IS No. 2 (IS-2, «Objekt 234») nicht verwechseln mit seriengefertigtem IS-2 «Objekt 240» | III.1943         | Durchbruchpanzer                                  | 1                   | [ 54 ]              |
| IS-3 (IS-85BM, «Objekt 244») nicht verwechseln mit seriengefertigtem IS-3 «Objekt 703»  | I.1944           | Durchbruchpanzer                                  | 1                   | [ 55 ]              |
| IS-4 (IS-100, «Objekt 245») nicht verwechseln mit seriengefertigtem IS-4 «Objekt 701»   | III.1944         | Durchbruchpanzer                                  | 1                   | [ 56 ]              |
| IS-5 (IS-100, «Objekt 248»)                                                             | VI.1944          | Durchbruchpanzer                                  | 1                   | [ 57 ]              |
| IS-6 («Objekt 252» und «Objekt 253»)                                                    | XI.1944          | Durchbruchpanzer                                  | 2                   | [ 58 ]              |

#### Lieferungen aus dem Leih- und Pachtgesetz
| Bezeichnung in der Roten Armee | Originale Bezeichnung                                            | Zeitraum der Lieferungen | Klassifikation in der Roten Armee | Stückzahl insgesamt | Stückzahl insgesamt |
| britische Panzer               | britische Panzer                                                 | britische Panzer         | britische Panzer                  | britische Panzer    | britische Panzer    |
| ------------------------------ | ---------------------------------------------------------------- | ------------------------ | --------------------------------- | ------------------- | ------------------- |
| Mk.III oder MK-3               | Infantry Tank Mk III, Valentine                                  | 1941–1944                | leichter Panzer                   | 3.332               | [ 59 ]              |
| Mk.III                         | Bridgelayer Valentine                                            | 1944                     | Pionier-Gerät                     | 25                  |                     |
| Mk.VII oder MK-7               | Light Tank Mk VII, Tetrarch                                      | 1942                     | leichter Panzer                   | 20                  |                     |
| Mk.II oder MK-2                | Infantry Tank Mk II, Matilda II                                  | 1941–1944                | mittlerer Panzer                  | 918                 |                     |
| Mk.IV oder MK-4                | Infantry Tank Mk IV, Churchill                                   | 1943–44                  | schwerer Panzer                   | 253                 |                     |
| US-amerikanische Panzer        |                                                                  |                          |                                   |                     |                     |
| M3l                            | Light Tank M3                                                    | I.1942–IV.1943           | leichter Panzer                   | 1.232               | [ 60 ]              |
| M24                            | Light Tank M24                                                   | 1944                     | leichter Panzer                   | 2                   |                     |
| M3s                            | Medium Tank M3                                                   | I.1942–IV.1943           | mittlerer Panzer                  | etwa 300            |                     |
| M4                             | Medium Tank M4 in Unterarten: M4A2 M4A2(76)W M4A4 M4A2(76)W HVSS | XII.1942–VI.1945         | mittlerer Panzer                  | 1.990 2.073 2 183   |                     |
| M26                            | Heavy Tank M26                                                   | 1945                     | schwerer Panzer                   | 1                   |                     |

#### Beutepanzer
| Bezeichnung in der Roten Armee | Originale Bezeichnung      | Zeitraum der Verwendung | Klassifikation in der Roten Armee, Zweckbestimmung           | Stückzahl insgesamt | Stückzahl insgesamt |
| ------------------------------ | -------------------------- | ----------------------- | ------------------------------------------------------------ | ------------------- | ------------------- |
| T-1 oder T-I                   | Panzerkampfwagen I         | 1941–1942               | leichter Panzer, Kampfpanzer                                 | über 5              | [ 61 ]              |
| LT-38 oder «Praga»             | Panzerkampfwagen 38 (t)    | 1941–1942               | leichter Panzer                                              | ?                   |                     |
| T-3 oder T-III                 | Panzerkampfwagen III       | 1939–1943               | mittlerer Panzer, Kampfpanzer, Befehlspanzer                 | über 20             |                     |
| T-4 oder T-IV                  | Panzerkampfwagen IV        | 1941–1945               | mittlerer Panzer, Kampfpanzer, Befehlspanzer, Sonderfahrzeug | über 19             | [ 62 ]              |
| T-5 oder T-V, «Pantera»        | Panzerkampfwagen V Panther | 1943–1945               | schwerer Panzer, Jagdpanzer                                  | über 16             | [ 63 ]              |

### Flammpanzer
| Name                      | Baujahre          | Fahrgestell                      | Stückzahl insgesamt | Stückzahl insgesamt |
| ------------------------- | ----------------- | -------------------------------- | ------------------- | ------------------- |
| OT-26 (ChT-26)            | 1932–1935         | T-26 M1931 (mit zwei Türmen)     | 552                 | [ 64 ]              |
| OT-130 (ChT-130)          | 1936              | T-26 M1933                       | 401                 | [ 64 ]              |
| OT-131 (ChT-131)          | 1939              | T-26 M1938                       | 1                   | [ 64 ]              |
| OT-132 (ChT-132)          | 1939              | T-26 M1938                       | 1                   | [ 64 ]              |
| OT-133 (ChT-133)          | 1939              | T-26 M1938                       | 269                 | [ 64 ]              |
| OT-134 (ChT-134)          | 1940              | T-26 M1938                       | 2                   | [ 64 ]              |
| OT-34                     | 1941–1944         | T-34                             | 1.170               | [ 65 ]              |
| OT-34-85                  | 1944–1945         | T-34-85                          | 331                 | [ 66 ]              |
| KW-6                      | IX.1941           | KW-1                             | 4                   | [ 67 ]              |
| KW-8                      | II.1942–VIII.1942 | KW-1                             | 102                 | [ 21 ]              |
| KW-8s (Übergangsvariante) | IX.1942–XI.1942   | KW-1s-Laufwerk mit Turm des KW-1 | 25                  | [ 21 ]              |
| KW-8s                     | I.1943–II.1943    | KW-1s                            | 10                  | [ 21 ]              |

### Selbstfahrartillerie-Fahrzeuge

#### Serienfahrzeuge
| Name | Baujahre                                                       | Zweckbestimmung                                                  | Fahrgestell                             | Hauptbewaffnung          | Stückzahl insgesamt | Stückzahl insgesamt |
| leichte Fahrzeuge | leichte Fahrzeuge                                              | leichte Fahrzeuge                                                | leichte Fahrzeuge                       | leichte Fahrzeuge        | leichte Fahrzeuge   | leichte Fahrzeuge   |
| --- | -------------------------------------------------------------- | ---------------------------------------------------------------- | --------------------------------------- | ------------------------ | ------------------- | ------------------- |
| SU-1-12 | 1934–1935                                                      | Infanterie-Unterstützung                                         | GAS-AAA-LKW                             | 76-mm-K. M1927           | 99                  | [ 68 ]              |
| SU-5 | 1939                                                           | Infanterie-Unterstützung, Panzerartillerie                       | T-26                                    | 122-mm-H. M1910/30       | 30                  | [ 69 ]              |
| SiS-30 | IX.1941–XII.1941                                               | improvisierter leichter Panzerjäger                              | T-20 «Komsomolez»                       | 57-mm-Pak SiS-2          | 101                 | [ 70 ]              |
| SU-26 (SU-76P) | IX.1941–1942                                                   | Infanterie-Unterstützung                                         | T-26                                    | 76-mm-K. M1927           | 12                  | [ 71 ]              |
| SU-76 in Unterarten: SU-12 (SU-76, 1. Version) SU-12M (SU-76M, 1. Version) SU-15M (SU-76, 2. Version) SU-76M, 2. Version | XI.1942–III.1943 V.1943–VIII.1943 VIII.1943–I.1944 I.1944–1945 | leichter Panzerjäger, Infanterie-Unterstützung, Panzerartillerie | modifiziertes Laufwerk des T-70         | 76-mm-K. SiS-3           | über 11.934         | [ 72 ]              |
| mittlere Fahrzeuge |                                                                |                                                                  |                                         |                          |                     |                     |
| SG-122 (A) | IV.1942–I.1943                                                 | mittleres Sturmgeschütz, Panzerartillerie                        | StuG III oder PzKpfw III                | 122-mm-H. M-30           | 26                  | [ 73 ]              |
| SU-122 | XI.1942–VIII.1943                                              | mittleres Sturmgeschütz, Panzerartillerie                        | T-34                                    | 122-mm-H. M-30           | 638                 | [ 72 ] [ 74 ]       |
| SU-76i (SU-S-1) | III.1943–XI.1943                                               | mittleres Sturmgeschütz                                          | Panzerkampfwagen III, Sturmgeschütz III | 76-mm-K. S-1             | 201                 | [ 72 ] [ 75 ]       |
| SU-85 | VIII.1943–VII.1944                                             | mittlerer Jagdpanzer                                             | T-34                                    | 85-mm-Kwk. D-5S          | 2.339               | [ 72 ] [ 76 ]       |
| SU-85M | VII.1944–XII.1944                                              | mittlerer Jagdpanzer                                             | T-34-85                                 | 85-mm-Kwk. D-5S          | 315                 | [ 72 ] [ 77 ]       |
| SU-100 (nur Sowjetproduktion)                                                                                            | IX.1944–III.1946                                               | mittlerer Jagdpanzer                                             | T-34-85                                 | 100-mm-Kwk. D-10S        | 3.037               | [ 78 ]              |
| schwere Fahrzeuge |                                                                |                                                                  |                                         |                          |                     |                     |
| SU-152 | II.1943–XII.1943                                               | schweres Sturmgeschütz, schwerer Jagdpanzer, Panzerartillerie    | KW-1s                                   | 152-mm-KH. ML-20S        | 671                 | [ 72 ]              |
| ISU-152 | XII.1943–1946                                                  | schweres Sturmgeschütz, schwerer Jagdpanzer, Panzerartillerie    | IS-1                                    | 152-mm-KH. ML-20S        | 2.790               | [ 79 ]              |
| ISU-122 | IV.1944–1945                                                   | schweres Sturmgeschütz, schwerer Jagdpanzer                      | IS-2                                    | 122-mm-K. A-19S          | 1.735               | [ 79 ]              |
| ISU-122S | IX.1944–1945                                                   | schweres Sturmgeschütz, schwerer Jagdpanzer                      | IS-2                                    | 122-mm-Kwk. D-25S        | 675                 | [ 79 ]              |
| Amerikanische Lieferungen aus dem Leih- und Pachtgesetz                                                                  |                                                                |                                                                  |                                         |                          |                     |                     |
| SU-57 (GMC T48) | 1943–1944                                                      | leichter Panzerjäger, Infanterie-Unterstützung, Schützenpanzer   | M2 Halftrack                            | 57-mm-Pak. M1            | 650                 | [ 72 ]              |
| M10 (3-inch GMC M10) | 1943                                                           | mittlerer Panzerjäger                                            | Medium Tank M4                          | 3-Zoll K. M7             | 52                  | [ 72 ]              |
| Erbeutete Fahrzeuge |                                                                |                                                                  |                                         |                          |                     |                     |
| Artsturm-3 (StuG III) | 1941–1945                                                      | Sturmgeschütz, Sonderfahrzeug                                    | Panzerkampfwagen III                    | 75-mm-StuK L/24 und L/48 | über 5              |                     |

#### Versuchsfahrzeuge
| Name                              | Baujahre                     | Zweckbestimmung                                                                                                  | Fahrgestell                           | Hauptbewaffnung                           | Stückzahl insgesamt | Stückzahl insgesamt |
| leichte Fahrzeuge                 | leichte Fahrzeuge            | leichte Fahrzeuge                                                                                                | leichte Fahrzeuge                     | leichte Fahrzeuge                         | leichte Fahrzeuge   | leichte Fahrzeuge   |
| --------------------------------- | ---------------------------- | --- | ------------------------------------- | ----------------------------------------- | ------------------- | ------------------- |
| SiS-30                            | XII.1941                     | improvisierter leichter Panzerjäger                                                                              | T-20 «Komsomolez»                     | 45-mm-Pak. (unbekannter Typ)              | 1                   | [ 70 ]              |
| GAS-71                            | XI.1942                      | leichtes Sturmgeschütz                                                                                           | stark modifiziertes Laufwerk des T-70 | 76-mm-K. SiS-3                            | 1                   | [ 80 ]              |
| SU-15                             | VII.1943                     | leichtes Sturmgeschütz                                                                                           | stark modifiziertes Laufwerk des T-70 | 76-mm-K. SiS-3                            | 1                   | [ 81 ]              |
| SU-16                             | VII.1943                     | leichtes Sturmgeschütz                                                                                           | stark modifiziertes Laufwerk des T-70 | 76-mm-K. SiS-3                            | 1                   | [ 82 ]              |
| SU-38                             | VII.1943                     | leichtes Sturmgeschütz                                                                                           | T-70                                  | 76-mm-K. SiS-3                            | 1                   | [ 83 ]              |
| GAS-74B                           | VIII.1943                    | leichter Jagdpanzer                                                                                              | stark modifiziertes Laufwerk des T-70 | 76-mm-K. S-1                              | 1                   | [ 84 ]              |
| SU-57a                            | VIII.1943                    | leichter Panzerjäger                                                                                             | SU-76 (in SU-15M-Ausführung)          | 57-mm-Pak. SiS-2                          | 1                   | [ 85 ]              |
| SU-57b                            | X.1943                       | leichter Jagdpanzer                                                                                              | stark modifiziertes Laufwerk des T-70 | 57-mm-Pak. SiS-2                          | 1                   | [ 86 ]              |
| OSA-76 (OSU-76)                   | XII.1943                     | Infanterie-Unterstützung, Panzerartillerie                                                                       | T-60                                  | 76-mm-K. SiS-3                            | 1                   | [ 87 ]              |
| KSP-76 (GAS-68)                   | XII.1943                     | Infanterie-Unterstützung, Panzerartillerie                                                                       | spezielles Radlaufwerk                | 76-mm-K. SiS-3                            | 1                   | [ 88 ]              |
| SU-85A                            | III.1944                     | leichter Panzerjäger                                                                                             | modifiziertes Laufwerk des SU-76      | 85-mm-K. D-5S                             | 1                   | [ 89 ]              |
| SU-85B                            | III.1944                     | leichter Panzerjäger                                                                                             | modifiziertes Laufwerk des SU-76      | 85-mm-K. LB-2                             | 1                   | [ 90 ]              |
| GAS-75                            | III.1945                     | leichter Jagdpanzer                                                                                              | stark modifiziertes Laufwerk des T-70 | 85-mm-Kwk. SiS-S-53                       | 1                   | [ 91 ]              |
| mittlere Fahrzeuge                |                              | |                                       |                                           |                     |                     |
| SU-122M                           | IV.1943                      | mittlerer Sturmgeschütz, Panzerartillerie                                                                        | SU-122                                | 85-mm-H. U-11                             | 1                   | [ 92 ]              |
| SU-122-III                        | VII.1943                     | mittlerer Sturmgeschütz, Panzerartillerie                                                                        | SU-122M                               | 85-mm-H. D-6                              | 1                   | [ 93 ]              |
| SU-85-I                           | VII.1943                     | mittlerer Jagdpanzer                                                                                             | SU-122M                               | 85-mm-K. S-18-1                           | 1                   | [ 94 ]              |
| SU-85-IV                          | VII.1943                     | mittlerer Jagdpanzer                                                                                             | SU-122M                               | 85-mm-K. S-18                             | 1                   | [ 95 ]              |
| SU-85BM-I                         | XII.1943                     | mittlerer Jagdpanzer                                                                                             | SU-85                                 | 85-mm-K. D-5S-85BM                        | 1                   | [ 96 ]              |
| SU-85BM-II                        | II.1944                      | mittlerer Jagdpanzer                                                                                             | SU-85                                 | 85-mm-K. D-5S-85BM                        | 1                   | [ 97 ]              |
| SU-122P                           | IX.1944                      | mittlerer Jagdpanzer                                                                                             | SU-100                                | 122-mm-Kwk. D-25S                         | 1                   | [ 98 ]              |
| SU-101                            | IV.1945                      | mittlerer Jagdpanzer                                                                                             | stark modifiziertes Laufwerk des T-44 | 100-mm-Kwk. D-10S                         | 1                   | [ 99 ]              |
| SU-102                            | IV.1945                      | mittlerer Jagdpanzer                                                                                             | stark modifiziertes Laufwerk des T-44 | 122-mm-Kwk. D-25S                         | 1                   | [ 100 ]             |
| schwere Fahrzeuge                 |                              | |                                       |                                           |                     |                     |
| SU-14                             | VII.1934                     | Selbstfahrlafette für überschweres Geschütz                                                                      | T-35 und T-28                         | 203-mm-H. B-4                             | 1                   | [ 101 ]             |
| SU-14-Br-2 (SU-14-1)              | IV.1936, modifiziert im 1940 | ursprünglich Selbstfahrlafette für ein überschweres Geschütz, später schweres Sturmgeschütz und Panzerartillerie | T-35 und T-28                         | 152-mm-K. Br-2                            | 1                   | [ 102 ]             |
| SU-100U                           | 1940                         | schweres Sturmgeschütz                                                                                           | T-100                                 | 130-mm-L/55-Kanone B-13                   | 1                   | [ 103 ]             |
| KW-7 (1. Variante)                | I.1942                       | schweres Sturmgeschütz                                                                                           | KW-1                                  | 1 × 76-mm-Kwk. F-34 + 2 × 45-mm-Kwk. 20-K | 1                   | [ 104 ]             |
| KW-7 (2. Variante)                | IV.1942                      | schweres Sturmgeschütz                                                                                           | KW-1                                  | 2 × 76-mm-Kwk. SiS-5                      | 1                   | [ 105 ]             |
| S-51                              | II.1943                      | Selbstfahrlafette für überschweres Geschütz                                                                      | KW-1s                                 | 203-mm-H. B-4                             | 1                   | [ 106 ]             |
| S-59                              | VI.1944                      | Selbstfahrlafette für überschweres Geschütz                                                                      | IS-1                                  | 152-mm-K. Br-2                            | 1                   | [ 107 ]             |
| ISU-152-1 (ISU-152BM, Objekt 246) | IV.1944                      | schwerer Jagdpanzer                                                                                              | ISU-152                               | 152 K. BL-8                               | 1                   | [ 108 ]             |
| ISU-130 (Objekt 250)              | X.1944                       | schwerer Jagdpanzer                                                                                              | ISU-122                               | 130-mm-K. B-13                            | 1                   | [ 109 ]             |
| ISU-122-1 (ISU-122BM, Objekt 243) | VII.1944                     | schwerer Jagdpanzer                                                                                              | ISU-122                               | 122-mm-K. BL-9                            | 1                   | [ 110 ]             |
| ISU-122-3 (ISU-122BM, Objekt 251) | XI.1944                      | schwerer Jagdpanzer                                                                                              | ISU-122                               | 122-mm-K. S-26-1                          | 1                   | [ 111 ]             |
| ISU-152-2 (ISU-152BM, Objekt 247) | VIII.1944                    | schwerer Jagdpanzer                                                                                              | ISU-152                               | 152-mm-K. BL-10                           | 1                   | [ 112 ]             |
| ISU-152 M1945 (Objekt 704)        | 1945                         | schweres Sturmgeschütz, schwerer Jagdpanzer, Panzerartillerie                                                    | IS-3                                  | 152-mm-KH. ML-20SM                        | 1                   | [ 113 ]             |

### Panzerwagen
| Name           | Baujahre     | Fahrgestell   | Hauptbewaffnung | Stückzahl insgesamt |
| -------------- | ------------ | ------------- | --------------- | ------------------- |
| BA-20          | 1936–37      | GAZ-M1        |                 |                     |
| BA-20M         | 1938–41      |               |                 |                     |
| BA-64          |              | GAZ-64        | ohne Turm       |                     |
| BA-64B "Bobik" |              | GAZ-64B       |                 | 9110                |
| BA-3           | ab 1934–19xx | GAZ/Izhorskiy |                 |                     |
| BA-6           |              | GAZ-AAA       |                 | 386                 |
| BA-10          | 1938–1942    | GAZ-AAA       |                 |                     |
| BA-11          |              | ZIS           |                 | 17                  |
| BA-11D         |              | ZIS           |                 | Prototyp            |

### Aerosani
| Name   | Stückzahl insgesamt |
| ------ | ------------------- |
| NKL-16 |                     |
| NKL-26 |                     |

### Flakpanzer
| Name                                                    | Baujahre          | Fahrgestell       | Hauptbewaffnung                               | Stückzahl insgesamt |
| Eigene Produktion                                       | Eigene Produktion | Eigene Produktion | Eigene Produktion                             | Eigene Produktion   |
| ------------------------------------------------------- | ----------------- | ----------------- | --------------------------------------------- | ------------------- |
| keine offizielle Bezeichnung                            | 1941              | T-20 «Komsomolez» | 45-mm-K. 21-K                                 | 2                   |
| SU-26                                                   | IX.1941–1942      | T-26              | 37-mm-Flak. 61-K                              | 2                   |
| T-60-S                                                  | XI.1942           | T-60              | 2 × 12,7-mm-DSchK                             | 1                   |
| T-70-S                                                  | XI.1942           | T-70              | 2 × 12,7-mm-DSchK                             | 1                   |
| T-90                                                    | XI.1942           | T-70              | 2 × 12,7-mm-DSchK                             | 1                   |
| ZSU-37                                                  | III.1945–1946     | SU-76             | 37-mm-Flak. 61-K                              | 75                  |
| Amerikanische Lieferungen aus dem Leih- und Pachtgesetz |                   |                   |                                               |                     |
| M15 (M15 CGMC)                                          | 1944              | M3 Halftrack      | 1 × 37-mm-Flak. M1A2 + 2 × 12,7-mm-FlaMG M2WC | 100                 |
| M17 (M17 MGMC)                                          | 1944–1945         | M5 Halftrack      | 4 × 12,7-mm-FlaMG M2WC                        | 1000                |

## Andere Kampffahrzeuge

### Katjuscha-Raketenwerfer
| Name                                              | Stückzahl insgesamt |
| ------------------------------------------------- | ------------------- |
| BM-8-24 auf Fahrgestell des leichten T-40-Panzers | 44                  |
| BM-8-24 auf Fahrgestell des leichten T-60-Panzers |                     |
| BM-8-24 auf LKW-Fahrgestell                       |                     |
| BM-8-48                                           |                     |
| BM-13                                             |                     |
| BM-13N                                            |                     |
| BM-13SN                                           |                     |
| BM-31-12                                          |                     |

### Fla-Selbstfahrlafetten
| Name                         | Baujahre          | Fahrgestell                       | Hauptbewaffnung   | Stückzahl insgesamt | Stückzahl insgesamt |
| Eigene Produktion            | Eigene Produktion | Eigene Produktion                 | Eigene Produktion | Eigene Produktion   | Eigene Produktion   |
| ---------------------------- | ----------------- | --------------------------------- | ----------------- | ------------------- | ------------------- |
| 29-K                         | 1936              | JaG-10-LKW                        | 76-mm-Flak. 3-K   | 20                  | [ 116 ]             |
| keine offizielle Bezeichnung | 1941              | Woroschilowez-Artillerieschlepper | 85-mm-Flak. 52-K  | 1                   | [ 117 ]             |
| keine offizielle Bezeichnung | 1941              | GAZ-AAA-LKW                       | 37-mm-Flak. 61-K  | 3                   | [ 118 ]             |
| keine offizielle Bezeichnung | XII.1941          | GAZ-MM-LKW                        | 25-mm-Flak. 72-K  | etwa 200            | [ 114 ]             |
| keine offizielle Bezeichnung | 1942              | unbekannter LKW                   | 45-mm-K. 21-K     | 3                   | [ 114 ]             |

## Sonstige Fahrzeuge

### Kettenschlepper
| Name                 | Baujahre           | Offizielle Klassifikation                    | Stückzahl insgesamt                             | Stückzahl insgesamt |
| -------------------- | ------------------ | -------------------------------------------- | ----------------------------------------------- | ------------------- |
| Kommunar             | 1924–1931/36       | ziviler Kettentraktor                        | etwa 1.000 bei der Armee, bis zu 3900 insgesamt | [ 119 ]             |
| Stalinez-60 (S-60)   | VI.1933–III.1937   | ziviler Kettentraktor                        | 69.100                                          | [ 119 ]             |
| Stalinez-65 (S-65)   | VI.1937–1941       | ziviler Kettentraktor                        | 37.626                                          | [ 119 ]             |
| Pionier              | 1936–1937          | leichter Artillerieschlepper                 | 25 oder 50                                      | [ 119 ]             |
| T-20 Komsomolez      | 1937–1941          | leichter halbgepanzerter Artillerieschlepper | 7.780                                           | [ 119 ] [ 120 ]     |
| Komintern            | 1935–1940          | mittlerer Artillerieschlepper                | 1.798                                           | [ 119 ] [ 121 ]     |
| STS-5 (STS-NATI-2TW) | 1937–VIII.1942     | Transporttraktor                             | 9.944                                           | [ 119 ] [ 122 ]     |
| S-2 Stalinez         | X.1940–XI.1941     | Transporttraktor                             | 1.275                                           | [ 119 ] [ 123 ]     |
| Woroschilowez        | 1939–VIII.1941     | schwerer Artillerieschlepper                 | 1.123                                           | [ 119 ]             |
| Ja-11                | III.1943           | Artillerieschlepper                          | 5                                               | [ 124 ]             |
| Ja-12                | VIII.1943–XII.1946 | Artillerieschlepper                          | 2.296                                           | [ 119 ]             |
| Ja-13                | VIII.1943–XII.1946 | Artillerieschlepper                          | 2.296                                           | [ 119 ]             |

### Halbketten-Fahrzeuge
| Name   | Baujahr   | Zweckbestimmung                          | Stückzahl insgesamt | Stückzahl insgesamt |
| ------ | --------- | ---------------------------------------- | ------------------- | ------------------- |
| GAZ-60 | 1939-1941 | LKW, Sonderfahrzeug                      | ca. 900             |                     |
| ZIS-22 | 1938-1940 | LKW, Artillerieschlepper, Sonderfahrzeug | ca. 400             |                     |
| ZIS-42 | 1942-1944 | LKW, Artillerieschlepper, Sonderfahrzeug | 5.931               | [ 125 ]             |

### Radfahrzeuge
| Name               | Typ                                        | Zweckbestimmung                                                               | Stückzahl insgesamt                                                                |
| Motorräder         | Motorräder                                 | Motorräder                                                                    | Motorräder                                                                         |
| ------------------ | ------------------------------------------ | ----------------------------------------------------------------------------- | ---------------------------------------------------------------------------------- |
| IZ-9               | Kraftrad                                   |                                                                               | [ 126 ]                                                                            |
| TJaS AM-600        | Kraftrad                                   |                                                                               | [ 127 ]                                                                            |
| PMZ-A-750          | Kraftrad                                   | Mit/Ohne Seitenwagen / Produktion 1935–1939                                   | [ 128 ]                                                                            |
| M-72               | Kraftrad                                   | Mit/Ohne Seitenwagen / Produktionsbeginn 1941/42 (Ende 1956)                  | [ 129 ]                                                                            |
| Personenkraftwagen |                                            |                                                                               |                                                                                    |
| GAZ-M1             | PKW                                        | Standard-PKW der Roten Armee                                                  | 62.888                                                                             |
| GAZ-11-73          | PKW                                        | GAZ-M1 mit Sechszylindermotor und Detailänderungen an der Karosserie          | [ 131 ]                                                                            |
| GAZ-61             | Geländewagen mit PKW-Karosserie            | Befehlskraftwagen                                                             | etwa 400                                                                           |
| GAZ-61-40          | Geländewagen mit PKW-Karosserie            | Befehlskraftwagen für die höchsten Stabsoffiziere                             | etwa 400                                                                           |
| GAZ-61-417         | Geländewagen                               | leichter Artillerieschlepper                                                  | etwa 400                                                                           |
| GAZ-61-73          | Geländewagen                               | Baujahr 1941                                                                  | 181                                                                                |
| GAZ-64             | leichter Geländewagen                      | Befehlskraftwagen, leichter Artillerieschlepper, Baujahre 1941–42             | 686                                                                                |
| GAZ-67             | leichter Geländewagen                      | Befehlskraftwagen, leichter Artillerieschlepper, Baujahre 1942–43             | 5.250 bis 1945 bei der Armee insgesamt 92.843 bis 1953, weitgehend zivil verwendet |
| GAZ-67B            | leichter Geländewagen                      | Befehlskraftwagen, leichter Artillerieschlepper, Baujahre 1943–53             | 5.250 bis 1945 bei der Armee insgesamt 92.843 bis 1953, weitgehend zivil verwendet |
| Lastkraftwagen     |                                            |                                                                               |                                                                                    |
| GAZ-AA             | 2-achsiger LKW mit 1,5 Tonnen Nutzlast     | Standard-LKW der Roten Armee, Artillerieschlepper                             | über 151.100                                                                       |
| GAZ-AAA (GAZ-3A)   | LKW, 3-achsige Version des GAZ-AA          | LKW, Artillerieschlepper, Sonderfahrzeug, Baujahre 1934–43                    | 37.373                                                                             |
| GAZ-05-193         | Kraftomnibus auf GAZ-AAA-Fahrgestell       | Militärversion des GAZ-03-30-Zivilbusses für Stabsoffiziere                   | 237                                                                                |
| GAZ-55             | Krankenwagen                               | Standard-Sanitätsfahrzeug der Roten Armee, Baujahre 1938–45                   | 9130                                                                               |
| GAZ-MM-V           | 2-achsiger LKW                             | Standard-LKW der Roten Armee, Baujahre 1941–42 und 1943–45                    | [ 143 ]                                                                            |
| JaG-6              | 2-achsiger Lastwagen mit 5 Tonnen Nutzlast | LKW, insgesamt über 8100 Stück hauptsächlich für zivile Verwendung produziert | 1600 (Juni 1941)                                                                   |
| JaG-10             | 3-achsiger LKW mit 8 Tonnen Nutzlast       | LKW, Artillerieschlepper, Sonderfahrzeug, Produktion 1932–40                  | >300, teilweise zivil genutzt                                                      |
| ZIS-5              | 2-achsiger LKW mit 3 Tonnen Nutzlast       | Standard-LKW der Roten Armee, Artillerieschlepper                             | über 83.000 nach Vanderveen:104.200 bis Juni 1941                                  |
| ZIS-5W             | vereinfachte Version des ZIS-5             | Standard-LKW der Roten Armee, Artillerieschlepper                             | [ 149 ]                                                                            |
| ZIS-32             | 4×4 Version des ZIS-5, 3 Tonnen Nutzlast   | Allradlastwagen, Kleinserie, August bis Oktober 1941                          | 188                                                                                |
| ZIS-6              | LKW, 3-achsige Version des ZIS-5           | Artillerieschlepper, Sonderfahrzeug                                           | 21.239                                                                             |

### Fahrzeuge aus dem Leih- und Pachtgesetz
Fahrzeuge aus dem Leih- und Pachtgesetz (für die Rote Armee von 1942 bis 1945 geliefert):
| Name                   | Typ              | Zweckbestimmung                                 | Stückzahl insgesamt |
| ---------------------- | ---------------- | ----------------------------------------------- | ------------------- |
| Harley-Davidson WLA-42 | Motorrad         |                                                 | ca. 21.000          |
| Bantam BRC-40          | Geländewagen     | Befehlskraftwagen, leichter Artillerieschlepper | ca. 2.000           |
| Willys MB              | Geländewagen     | Befehlskraftwagen, leichter Artillerieschlepper | 77.900              |
| Ford GPA               | Schwimmwagen     | Sonderfahrzeug                                  | 3.500               |
| Dodge WC-51            | Geländewagen     | LKW, Artillerieschlepper                        | ca. 25.000          |
| Studebaker US6         | LKW              | LKW, Artillerieschlepper, Sonderfahrzeug        | ca. 200.000         |
| GMC CCKW-353           | LKW              | LKW, Artillerieschlepper, Sonderfahrzeug        | 6.700               |
| GMC DUKW-353           | Amphibischer Lkw | Sonderfahrzeug                                  | 586                 |
| M19 Tank Transporter   | Sattelschlepper  | Diamond T980 mit M9 Rogers Trailer              | 295                 |
| Medium Tractor M1      | Kettenschlepper  | Artillerieschlepper (Allis-Chalmers HD7W)       | 2.106               |
| Medium Tractor M1      | Kettenschlepper  | Artillerieschlepper (Caterpillar D6)            | 296                 |
| Heavy Tractor M1       | Kettenschlepper  | Artillerieschlepper (Allis-Chalmers HD10W)      | 415                 |
| Heavy Tractor M1       | Kettenschlepper  | Artillerieschlepper (Caterpillar D7)            | 243                 |
| Heavy Tractor M1       | Kettenschlepper  | Artillerieschlepper (International TD-18)       | 494                 |
| M5 High Speed Tractor  | Kettenschlepper  | Artillerieschlepper                             | 172                 |

### Erbeutete Fahrzeuge
| Name       | Typ | Zweckbestimmung          | Stückzahl insgesamt |
| ---------- | --- | ------------------------ | ------------------- |
| Opel Blitz | LKW | LKW, Artillerieschlepper | ?                   |

### Übersichten zum sowjetischen Panzerbau
- John Milsom: Russian Tanks 1900–1970. Arms and Armour Press, London 1970, ISBN 0-85368-054-X.
- Steven J. Zaloga, James Grandsen: Soviet Tanks and combat vehicles of World War two. Arms and armour press, London 1984, ISBN 0-85368-606-8.

Kampfpanzer
- М. Н. Свирин: Танковая мощь СССР. Эксмо и др., Москва 2008, ISBN 978-5-699-31700-4.
(russisch und in kyrillischer Schrift; deutsch in etwa: Michail N. Swirin: Die Panzermacht der UdSSR. Eksmo u. a., Moskau 2008)
- А. Г. Солянкин и др.: Советские малые и лёгкие танки 1941–1945. Цейхгауз, Москва 2006, ISBN 5-94038-113-8.
(russisch und in kyrillischer Schrift; deutsch in etwa: A. G. Soljankin u. a.: Die sowjetischen kleinen und leichten Panzer 1941–1945. Zeughaus, Moskau 2006)
- А. Г. Солянкин и др.: Советские тяжёлые танки 1917–1941. Экспринт, Москва 2004, ISBN 5-94038-063-8.
(russisch und in kyrillischer Schrift; deutsch in etwa: A. G. Soljankin u. a.: Die sowjetischen schweren Panzer 1917–1941. Exprint, Moskau 2004)
- М. Н. Свирин, А. А. Бескурников: Первые советские танки. – М-Хобби, Москва 1995, ISBN 5-85729-045-7.
(russisch und in kyrillischer Schrift; deutsch in etwa: M. N. Swirin, A. A. Beskurnikow: Die erste sowjetische Panzer. M-Hobby, Moskau 1995)

Selbstfahrartillerie
- М. Н. Свирин: Самоходки Сталина. История советской САУ 1919–1945. Эксмо и др., Москва 2008, ISBN 978-5-699-20527-1.
(russisch und in kyrillischer Schrift; deutsch in etwa: Michail N. Swirin: Die Selbstfahrartilleriefahrzeuge Stalins. Die Geschichte des sowjetischen Selbstfahrartilleriefahrzeuges 1919–1945. Eksmo u. a., Moskau 2008)
- А. Г. Солянкин и др.: Советские тяжёлые самоходные артиллерийские установки 1941–1945 гг. Цейхгауз, Москва 2006, ISBN 5-94038-080-8.
(russisch und in kyrillischer Schrift; deutsch in etwa: A. G. Soljankin u. a.: Die sowjetischen schweren Selbstfahrartilleriefahrzeuge 1941–1945. Zeughaus, Moskau 2006)
- А. Г. Солянкин и др.: Советские средние самоходные артиллерийские установки 1941–1945 гг. Цейхгауз, Москва 2006, ISBN 5-94038-079-4.
(russisch und in kyrillischer Schrift; deutsch in etwa: A. G. Soljankin u. a.: Die sowjetischen mittleren Selbstfahrartilleriefahrzeuge 1941–1945. Zeughaus, Moskau 2006)

Beutepanzer und Umbauten
- М. В. Коломиец: Трофейные танки Красной Армии. Эксмо и др., Москва 2010, ISBN 978-5-699-40230-4.
(russisch und in kyrillischer Schrift; deutsch in etwa: Maxim W. Kolomiez: Die Beutepanzer der Roten Armee. Eksmo u. a., Moskau 2010)

### Publikationen über individuelle Fahrzeugtypen
Kampfpanzer
- М. В. Коломиец: Танки-амфибии Т-37, Т-38, Т-40. [Фронтовая иллюстрация]. альманах 2003, No. 3.
(russisch und in kyrillischer Schrift; deutsch in etwa: Maxim W. Kolomiez: Die Amphibienpanzer T-37, T-38, T-40. [Frontillustration]. Almanach 2003, Nr. 3.)
- М. В. Коломиец, М. Н. Свирин: Лёгкий танк Т-26 1931–1941 [Фронтовая иллюстрация]. альманах 2003, No. 1, ISBN 5-901266-01-3.
(russisch und in kyrillischer Schrift; deutsch in etwa: Maxim W. Kolomiez, Michail N. Swirin: Der leichte Panzer T-26. [Frontillustration]. Almanach 2003, Nr. 1)
- М. В. Коломиец, М. Н. Свирин: Т-26: машины на его базе [Фронтовая иллюстрация]. альманах 2003, No. 4
(russisch und in kyrillischer Schrift; deutsch in etwa: Maxim W. Kolomiez, Michail N. Swirin: Die Fahrzeuge auf T-26-Fahrgestell. [Frontillustration]. Almanach 2003, Nr. 4)
- М. В. Павлов, И. В. Павлов, И. Г. Желтов: Танки БТ. [Армада No. 9, 15, 17]. Экспринт, Москва 1999
(russisch und in kyrillischer Schrift; deutsch in etwa: M. W. Pawlow, I. W. Pawlow, I. G. Scheltow: Die BT-Panzer. [Armada Nr. 9, 15, 17]. Exprint, Moskau 1999)
- Барятинский М. Б., Коломиец М. В.: Лёгкие танки БТ-2 и БТ-5 [Бронеколлекция No. 1]. Моделист-Конструктор, Москва 1996
(russisch und in kyrillischer Schrift; deutsch in etwa: Michail. B. Barjatinski, Maxim. W. Kolomiez: Die leichte Panzer BT-2 und BT-5 [Panzerkollektion Nr. 1]. Modelist-Konstrukteur, Moskau 1996)
- А. Чубачин: Советский лёгкий танк Т-50 и машины на его базе [Бронетанковый музей, выпуск 11, 2007].
(russisch und in kyrillischer Schrift; deutsch in etwa: A. Tschubatschin: Der sowjetische leichte Panzer T-50 und die Kampfwagen auf seinem Fahrgestell. [Panzermuseum, 11. Ausgabe, 2007]).
- М. В. Коломиец: Средний танк Т-28. Трёхглавый монстр Сталина. Эксмо и др., Москва 2007, ISBN 978-5-699-20928-6.
(russisch und in kyrillischer Schrift; deutsch in etwa: Maxim W. Kolomiez: Der mittlere Panzer T-28. Das dreiköpfige Ungeheuer Stalins. Eksmo, Moskau 2007.)
- И. Г. Желтов и др.: Неизвестный Т-34. Экспринт, Москва 2001, ISBN 5-94038-013-1.
(russisch und in kyrillischer Schrift; deutsch in etwa: I. G. Scheltow u. a.: Der unbekannte T-34. Exprint, Moskau 2001.)
- М. Б. Барятинский: Средний танк Т-34-85 [Бронеколлекция No. 4]. Моделист-Конструктор, Москва 1999
(russisch und in kyrillischer Schrift; deutsch in etwa: Michail B. Barjatinski: Die mittlere Panzer T-34-85 [Panzerkollektion Nr. 4]. Modelist-Konstrukteur, Moskau 1999)
- М. В. Коломиец, М. Н. Свирин: Тяжёлый танк Т-35. Сухопутный дредноут Красной Армии. Эксмо, Москва 2007, ISBN 978-5-699-20928-6.
(russisch und in kyrillischer Schrift; deutsch in etwa: Maxim W. Kolomiez, Michail N. Swirin: Der schwere Panzer T-35. Der Land-Dreadnought der Roten Armee. Eksmo u. a., Moskau 2007.)
- М. В. Коломиец: КВ. «Клим Ворошилов» – танк прорыва. Эксмо и др., Москва 2006, ISBN 5-699-18754-5.
(russisch und in kyrillischer Schrift; deutsch in etwa: Maxim W. Kolomiez: KW. „Klim Woroschilow“ – der Durchbruchpanzer. Eksmo u. a., Moskau 2006)
- И. Г. Желтов и др.: Танки ИС. [Танкомастер]. 2004, специальный выпуск
(russisch und in kyrillischer Schrift; deutsch in etwa: Igor G. Scheltow u. a.: Die IS-Panzer. [Tankomaster, Spezialausgabe 2004])

Selbstfahrartillerie
- М. Б. Барятинский: «Зверобои». Убийцы «Тигров». Москва, Эксмо и др., 2009, ISBN 978-5-699-28275-3.
(russisch und in kyrillischer Schrift; deutsch in etwa: Michail B. Barjatinski: Die „Großwildjäger“. Die Tigertöter. Eksmo u. a., Moskau 2009)
- М. Б. Барятинский: Самоходные установки на базе Т-34 [Бронеколлекция № 1 (28)]. Моделист-Конструктор, Москва 2000
(russisch und in kyrillischer Schrift; deutsch in etwa: Michail B. Barjatinski: Die Selbstfahrartillerie-Fahrzeuge auf T-34-Fahrgestell [Panzerkollektion Nr. 1 (28)]. Modelist-Konstrukteur, Moskau 2000)

### Weitere Literatur
- David Ansell: The illustrated history of Military Motorcycles. 1st Edition Auflage. Osprey, London 1996, ISBN 1-85532-584-5.
- М. Б. Барятинский: Средний танк Pz.IV. „Рабочая лошадка“ Панцерваффе. Эксмо, Москва 2007, ISBN 978-5-699-20444-1.
(russisch und in kyrillischer Schrift; deutsch in etwa: Michail B. Barjatinski: Der mittlere Pz.IV. „Das Arbeitstier“ der Panzerwaffe. Eksmo, Moskau 2007)
- G.N. Georgano: World War Two Military Vehicles Transport & Halftracks. Reprint Auflage. Osprey, London 1995, ISBN 1-85532-406-7.
- В. Н. Шунков: Оружие Красной Армии. Харвест, Минск 1999, ISBN 985-433-469-4.
(russisch und in kyrillischer Schrift; deutsch in etwa: W. N. Schunkow: Die Waffen der Roten Armee. Harvest, Minsk 1999)
- Е. И. Прочко: Артиллерийские тягачи Красной Армии [Бронеколлекция № 3]. Моделист-Конструктор, Москва 2002
(russisch und in kyrillischer Schrift; deutsch in etwa: Ewgeni I. Protschko: Die Artillerie-Schlepper der Roten Armee [Panzerkollektion Nr. 3]. Modelist-Konstrukteur, Moskau 2002)
- Bart Vanderveen: Historic Military Vehicle Directory. Wheels&Tracks. 1.  Auflage. Battle of Britain Prints International Ltd, London 1989, ISBN 0-900913-57-6.